# Shindō-Higashi (metropolitana di Sapporo)
Shindō-Higashi (新道東駅?, Shindō-Higashi-eki) (H02) è una stazione della metropolitana di Sapporo situata nel quartiere di Higashi-ku, a Sapporo, Giappone, servita dalla linea Tōhō.

## Struttura
La stazione è dotata di due marciapiedi laterali con due binari passanti in sotterranea e così utilizzati:
| 1 | Linea Tōhō | per Sapporo, Ōdōri e Fukuzumi |
| 2 | Linea Tōhō | per Sakaemachi                |

## Stazioni adiacenti
| «          | Servizio   | »          |
| Linea Tōhō | Linea Tōhō | Linea Tōhō |
| ---------- | ---------- | ---------- |
| Sakaemachi | -          | Motomachi  |